# Regentropfeneinschlagkrater

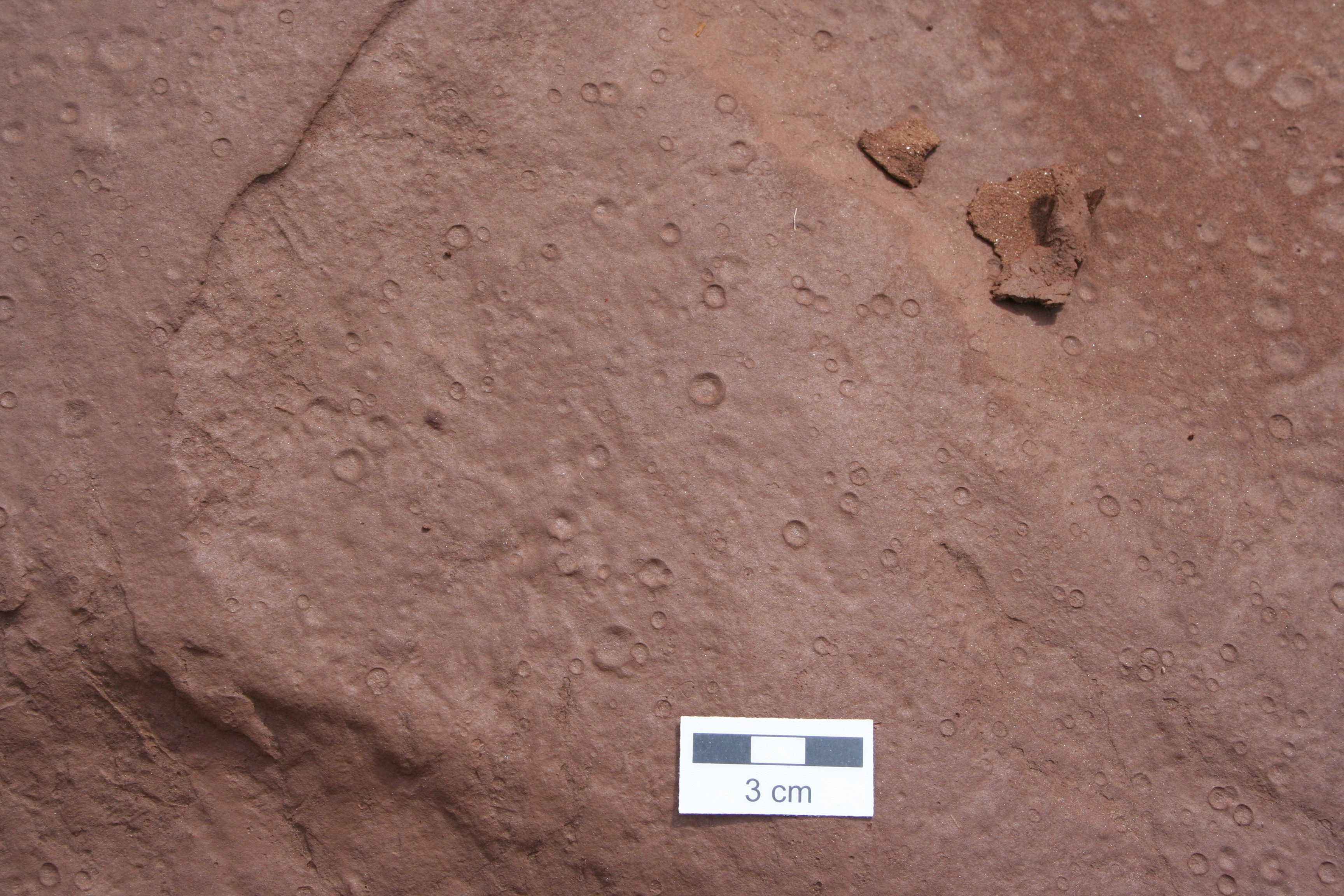
Regentropfeneinschlagkrater auf einem Sedimentgestein nahe Truro in der kanadischen Provinz Nova Scotia.

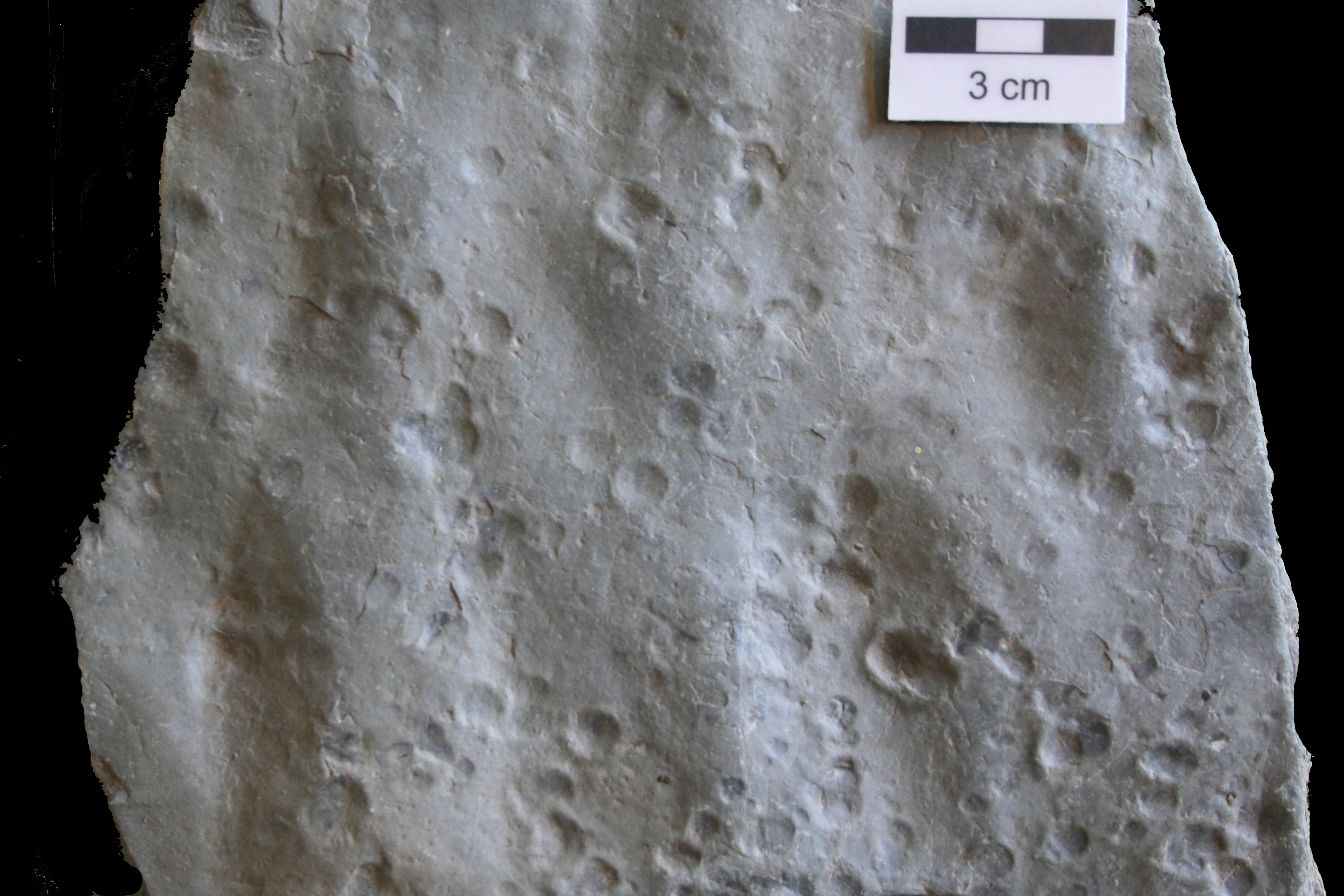
Regentropfeneinschlagkrater auf einem Sandstein mit Wellenrippeln aus der Horton-Bluff-Formation des Tournaisiums (346,7–358,9 mya) nahe Avonport in der kanadischen Provinz Nova Scotia.

Regentropfeneinschlagkrater (en.: raindrop impact crater) sind winzige geomorphologische Strukturen, die durch den Einschlag von Regentropfen in weiche, feinkörnige Lockersedimente entstehen.

## Beschreibung
In einem einzigen stürmischen Regenereignis können Regentropfen bis zu 225 Tonnen Erde pro Hektar Fläche bewegen. Auf geneigtem Gelände werden die gelockerten Partikel langsam abwärts transportiert. Die Tropfen sind in vielen Regionen ein wichtiger Faktor der Bodenerosion (Spritz-Erosion) – so beispielsweise auf Hügelkuppen, die üblicherweise nicht von fluviatiler Abtragung beeinflusst werden. Zudem werden Bodenporositäten durch das Spritzen der Einschläge verschlossen. Dadurch verringert sich die Infiltration und erhöht sich der oberflächliche Abfluss.
Regentropfeneinschlagkrater entstehen, wenn die Tropfen auf weiche, bestenfalls feinkörnige, eventuell schlammige Landoberflächen treffen, deren Sediment 15 bis 35 Prozent Massenanteil Wasser enthält. Studien ergaben, dass das für die Bildung kritische Korngrößenspektrum auf der logarithmischen Krumbein-φ-Skala den Wert 0,585 hat – das entspricht einer Korngröße zwischen 0,5 und einem Millimeter, also Mittel- bis Grobsand. Gröberer Untergrund kann durch einzelne Tropfen nicht energetisch verformt werden.
Sobald ein Tropfen in das Substrat einschlägt, bildet sich ein Krater, während sowohl Sediment als auch der Tropfen selbst deformiert werden. Nach einer kurzen Initialphase, in der der Krater seine maximale Tiefe erreicht, verbreitert er sich anschließend durch kleine Kornlawinen, die von seinen Rändern ins Zentrum strömen, bis eine finale stabile Form erreicht ist. Das Seitenverhältnis (Breite zu Tiefe) des Kraters hängt dabei ausschließlich von den unterschiedlichen Sedimenteigenschaften ab. Seine generelle Form wird allerdings von verschiedenen Faktoren kontrolliert – am wichtigsten sind die Geschwindigkeit des Tropfens, die Art und der Deformationswiderstand des Sedimentes, dessen Fließspannung oder Scherfestigkeit sowie die Anwesenheit und Mächtigkeit einer Wasserschicht auf der Oberfläche. Die Morphologie kann dabei von zirkumferenziellen Varianten bis hin zu perfekt ausgebildeten halbkugelförmigen Kratern reichen.
Sowohl der Tropfen als auch die Oberfläche werden beim Einschlag verformt und ein Teil der Flüssigkeit kann in das Substrat eindringen. Zwischen fünf und 22 Prozent der Einschlagsenergie fließen in die Kraterbildung, aber das Verhältnis von Kratervolumen und kinetischer Energie des Tropfens ist kurvilinear, was darauf hindeutet, dass die Effizienz der Einschlagsenergie, Material von der Oberfläche zu entfernen, bei steigender kinetischer Energie sinkt. Dies hängt auch damit zusammen, dass die Infiltrationsrate des Wassers durch die oberen Sedimentschichten um bis zu 70 Prozent abnimmt, je größer der einschlagende Regentropfen ist. Hingegen ist das Verhältnis zwischen Einschlagimpuls und Kratervolumen eher linear und das Verhältnis Impuls/Volumen ist konstant für sämtliche Tropfengrößen, Tropfengeschwindigkeiten und Sedimentoberflächen. Das Kratervolumen scheint ein wesentlich besserer Indikator für das insgesamt durch den Einschlag aus dem Boden herausgelöste Material zu sein als das Spritzvolumen.
Innerhalb der Krater können sich ringförmige Strukturen herausbilden. Diese sind darauf zurückzuführen, dass die Regentropfen, bevor sie komplett in das Sediment eindringen, durch ihre Oberflächenspannung Sandkörner anziehen. Je geringer das Volumen des Tropfens infolge der Versickerung wird, desto enger werden die Ringe, in denen sich die Körner wieder ablagern.

### Forschung
In rezentem Dünensand wurden Regentropfeneinschlagkrater erstmals 1972 von Theodore R. Walker (University of Colorado Boulder) und John C. Harms (Marathon Oil) fotografiert. Thomas E. Eastler von der University of Maine at Farmington erzeugte 1978 erstmals experimentell Ringstrukturen innerhalb der kleinen Einschlagkrater.
Heutzutage kann die Bildung von Regentropfeneinschlagkratern im Labor mit Hochgeschwindigkeitsanalysen experimentell sehr gut nachvollzogen werden. Typischerweise werden im Versuchsaufbau die Sedimentstruktur, die Sedimentdichte sowie die Fallgeschwindigkeit der Tropfen variiert. Während die Struktur der Substratoberfläche mit Doppellaser-Profilometern gemessen wird, verfolgt man den Prozess der Kraterbildung mit Hochgeschwindigkeitskameras mit einer Bildfrequenz von etwa 10.000 Hertz. Die Scherfestigkeit der jeweiligen Oberflächen kann mittels eines Penetrometers bestimmt werden, indem man die Eindringtiefe der Fallzylinder misst.

### Wissenschaftliche Bedeutung
Sofern man Regentropfeneinschlagkrater auf Sedimentgesteinen findet, können über die Form und Anzahl Rückschlüsse auf die Regenart und die Niederschlagshäufigkeit zur Entstehungszeit gezogen werden. Darüber hinaus lässt sich aus der Form ableiten, wie viel Massenanteil Wasser das Sediment enthielt und mit welcher Geschwindigkeit die Tropfen fielen. Aus diesen Gründen sind die Krater relevante Forschungsobjekte für paläogeographische und paläoklimatologische Studien.